# Turbonilla atlantica
Turbonilla atlantica is een slakkensoort uit de familie van de Pyramidellidae. De wetenschappelijke naam van de soort is voor het eerst geldig gepubliceerd in 1897 door Locard.